# 大带棘口吸虫
大带棘口吸虫（学名：Echinostoma discinctum）为棘口科棘口属的动物。分布于日本、巴西以及中国大陆的福建等地，营寄生生活，终末宿主Archiplenus solitarius（巴西）、家鸭（福建）以及寄生于肠。

## 外部連結
- 寄生蟲學-Nematoda(線蟲)-Echinostoma spp.(棘口吸蟲)（页面存档备份，存于）